# کارل اشمید (ورزشکار)
کارل اشمید (انگلیسی: Karl Schmid; ۲۹ ژوئن ۱۹۱۰ – ۱۴ مهٔ ۱۹۹۸) قایقران روئینگ، و بازیکن هندبال اهل سوئیس بود.
وی در مسابقات کشوری و بین‌المللی در مجموع برندهٔ ۲ مدال طلا، ۳ مدال نقره، ۲ مدال برنز شده‌است.